# Баррейро, Хосе Мария
Хосе Мария Баррейро Маньон (исп. José María Barreiro Manjón; 20 августа 1793, Кадис, Испания — 11 октября 1819, Санта-Фе, Новая Гранада) — испанский офицер, участвовавший в Пиренейской войне и в Войне за независимость Венесуэлы. 

## Начало карьеры
Хосе Мария Баррейро Маньон родился 20 августа 1793 года в портовом городе Кадис в Испании. Его отцом был полковник артиллерии Хосе Баррейро, а матерью - Антония Маньон Микон. В возрасте 12 лет, 7 января 1806 года, он поступил кадетом в Королевскую артиллерийскую школу в Сеговии и окончил ее 2 ноября 1808 года в звании младшего лейтенанта.

## Пиренейская война
Баррейро участвовал в обороне Мадрида от Наполеона после битвы при Сомосьерре в декабре 1808 года, где был ранен и попал в плен, однако через три месяца ему удалось бежать. Верховная хунта повторно присвоила ему звание младшего лейтенанта. 24 мая 1809 года он был назначен во 2-ю правую армию и сражался в Каталонии, где 26 августа 1811 года был повышен до лейтенанта. Участвовал в осаде Валенсии против войск маршала Суше и смог отступить в Аликанте после капитуляции города 9 января 1812 года. Получил чин капитана 13 декабря 1812 года. Затем его направили в резервную армию Андалусии, после чего принял участие в осаде Памплоны.

## Война за независимость испанских колоний в Америке
В декабре 1814 года Баррейро был назначен в 10-тысячную экспедиционную армию Коста-Фирме под командованием фельдмаршала Пабло Морильо. Эта экспедиционная армия была создана с целью повторного завоевания вице-королевства Новая Гранада и генерал-капитанства Венесуэла, которые восстали в 1810 году. Экспедиция отплыла из Кадиса в феврале 1815 года и прибыла к берегам Венесуэлы в начале апреля 1815 года. Из Венесуэлы Морильо направил свои силы в Новую Гранаду и начал кампанию по отвоеванию Новой Гранды, большая часть которой с 1811 года находилась под контролем повстанцев. Эта кампания началась с того, что в августе 1815 года испанские войска в течение 105 дней осаждали Картахену. Баррейро участвовал в некоторых штурмах позиций "патриотов" во время осады. Город сдался испанцам в декабре, и в знак признательности за свои действия во время осады 15 декабря 1815 года Баррейро был произведен в полковники. После взятия столицы, Санта-Фе, в мае 1816 года Баррейро вернулся с основной частью армии в Венесуэлу, чтобы отразить новое наступление повстанцев, возглавляемых Симоном Боливаром.

### Командующий роялистскими войсками в Новой Гранаде
Когда в марте 1818 года генерал Хуан де Самано был назначен вице-королем Новой Гранады, 3-я дивизия Экспедиционной армии Коста-Фирме, находившаяся в Санта-Фе, осталась без командира. Поскольку полковник Варлета заболел, а полковник Себастьян де ла Кальсада уже командовал 5-й дивизией на равнинах Апуре, Морильо назначил Баррейро командиром дивизии в январе 1818 года. Услышав эту новость, Баррейро отправился из Венесуэлы в Санта-Фе с подкреплением, состоящим из местных венесуэльских войск, которые испанское руководство считало столь же ценными, как и европейские войска, привезенные Морильо. Прибыв в Санта-Фе 4 августа 1818 года, Баррейро решил организовать и дисциплинировать свои войска. 3-я дивизия состояла примерно из 3000 солдат, разбитых на четыре пехотных батальона и 600 кавалерийских.
Когда Баррейро принял командование в конце 1818 года, Новая Гранада была в основном стабилизирована в результате ее изгнания повстанцев испанскими войсками в 1815-1816 гг, за исключением небольших партизанских групп, действовавших в центральной части Новой Гранады. В начале 1819 года Морильо обеспокоился полученными разведданными о гранадском генерале Франсиско де Паула Сантандере, которого Симон Боливар направил в регион с задачей организовать армию в восточном равнинном районе Касанаре.
Морильо приказал Баррейро вторгнуться в провинцию до наступления сезона зимних дождей, чтобы очистить ее от повстанцев. В марте 1819 года Баррейро собрал войска численностью 1800 человек, перешел через Восточную Кордильеру и вторгся в провинцию, однако кампания не увенчалась успехом, поскольку нехватка припасов и неблагоприятный климат стали препятствием для его войск, а также стратегии Сантандера по отступлению дальше на равнины. В середине апреля Баррейро и его измотанные силы отступили в центральную часть Новой Гранады и расположились гарнизоном в городе Тунья, чтобы переждать сезон дождей.

### Кампания Боливара по освобождению Новой Гранады
Когда войска Баррейро вернулись в центральную часть Новой Гранады, начался сезон дождей, и испанцы считали, что ни одна армия не сможет выступить в поход в таких сложных условиях. Однако в конце мая 1819 года, получив от Сантандера известия о неудачном наступлении Баррейро в Касанаре, Боливар направил свои войска из равнин Апуре к войскам Сантандера в Касанаре, чтобы встретиться и начать кампанию по освобождению Новой Гранады.
Эти две армии встретятся в Таме 15 июня 1819 года и вместе отправятся в Восточные Кордильеры с целью пересечь Анды через Парамо-де-Писба. Баррейро был проинформирован об объединении Боливара и Сантандера 25 июля и их намерениях проникнуть в центральную часть Новой Гранады, в тот же день он сообщил о ситуации вице-королю. Эти новости заставили Баррейро рассмотреть несколько путей, по которым Боливар мог бы перебраться через горы: Ла-Салина, Пайя (Писба), Пуэбло-Вьехо, Медина, Мирафлорес, долина Тенса и Какеза. Первые четыре он отбросил, посчитав их слишком сложными и затратными с точки зрения человеческих жизней, особенно в зимний сезон. Он также исключил возможность проникновения через Какезу, поскольку она располагалась слишком далеко на юге. Он предположил, что Боливар выберет наиболее подходящий вариант в долине Тенса, и отправил туда несколько отрядов для охраны перевала. Тем временем единственными испанскими силами, которые Баррейро оставил по ту сторону Анд, был небольшой гарнизон из 2 рот; около 300 человек под командованием сержант-майора Хуана Фигероа-и-Ладрона были размещены в городе Пайя. 27 июля этот отряд столкнулся с авангардом Патриотической армии под командованием Сантандера и вступил с ним в перестрелку. Поняв, что столкнулись с более многочисленной армией, испанцы отступили к Лабрансагранде, где находился главный горный проход. Фигероа после этой встречи сразу же написал рапорт Баррейро, информируя его о сложившейся ситуации.
Вскоре Баррейро оказался в сложной ситуации: он не решался пересечь горный хребет и атаковать Боливара, поскольку опасался открыть для него любой другой проход на фронте протяженностью почти 250 километров. Кроме того, он не видел возможности держать свои войска по ту сторону гор, практически отрезанные от Тунхи и столицы. Поэтому он решил выждать, пока поступали тревожные и противоречивые сообщения, например, о том, что Боливар собирается встретиться с Паэсом в Пидекуэсте. Тогда Баррейро приказал своим войскам собраться, поскольку до этого он разместил их в самых разных точках.
Наконец, 5 июля он получил известие о том, что замечено 500 голов скота, которые вели из Пайи в Писбу, а 6-го - что вражеская армия двинулась по болоту в сторону Писбы и Сокоты. Когда Боливар прибыл в Сочу 6 июля, его армия находилась в слабом состоянии и была наиболее уязвима, однако Баррейро предпочел остаться на прежних позициях и сосредоточить свои силы, поскольку часть из них отстала. Вице-король Самано был разочарован таким подходом и решил освободить Баррейро от командования и заменить его полковником Себастьяном де ла Кальсадой, который был командиром 400-тысячного батальона «Европейский Арагон», охранявшего Санта-Фе, в качестве командира 3-й дивизии. Баррейро, однако, отказался от выполнения данного приказа, поскольку это «очернило бы его честь как военного офицера», и затем сообщил вице-королю, что только генерал Пабло Морильо имеет право освободить его от командования, поэтому он приказал де ла Кальсаде вернуться в Санта-Фе, когда тот прибудет в Тунху.
На рассвете 8 июля Баррейро наконец двинул свою армию в направлении Согамосо, чтобы встретить силы патриотов, прибывшие туда в ночь на 9 июля. 10 июля началась серия стычек и боев между двумя армиями у Корралеса и Гамесы. В своих рапортах вице-королю Баррейро заявлял о победах над патриотами. 11 июля при Гамесе вновь произошло крупное сражение, во время которого большая группа патриотов была взята в плен, Баррейро приказал казнить их, заколов штыками, чтобы сэкономить боеприпасы.
Болото Варгаса
После этих стычек Боливар решил, что фронтальная атака на Согамосо невозможна до тех пор, пока он не восстановит полную численность своей армии. Тогда Боливар решил предпринять фланговые действия через долину Сениса, и Баррейро, поняв это, отступил из района Согамосо и занял город Пайпа. Обе армии столкнутся только 25 июля. 20 июля Баррейро получил сообщение, что Боливар снова в движении, 25 июля разведка сообщила ему о проблемах армии патриотов, пытавшейся перейти вброд реку Чикамоча в районе Пуэнте-де-Бальса. Боливар пытался продвинуться к Пайпе. Поскольку армия Боливара была задержана переправой, Баррейро быстро двинулся в район болота Варгас, где его армия насчитывала около 1800 человек, расположив свои силы на перекрестке главной дороги, которая слева была ограничена болотом, а справа - рядом высоких холмов. Войска Боливара прибыли в 12 часов дня и сразу же вступили в бой, который стал известен как битва на болоте Варгас. Баррейро установил свой штаб в Каса-де-ла-сеи-Вентанас, откуда он наблюдал за ходом сражения и отдавал приказы. Роялисты и патриоты сражались в течение 5 часов; патриоты пытались выбить испанцев с холмов и дороги. Около 17:00 патриоты начали отступать, Баррейро приказал провести фронтальную атаку вместе с фланговым маневром своей кавалерии, чтобы нанести последний удар. Боливар в отчаянии приказал последней резервной кавалерии и пехоте атаковать. Атаку возглавил полковник Хуан Хосе Рондон со своими 14 уланами, к которым присоединились другие подразделения, Они атаковали холм Кангрехо, где испанская пехота и гусары Фердинанда VII, прибывшие на помощь пехоте, были застигнуты врасплох и выбиты с холма. Эта атака была проведена одновременно с пехотной атакой на более высокий холм Пикачо авангарда Сантандера и Британского легиона под командованием полковника Джеймса Рука, выбившего и испанские войска. Около 6 часов вечера начался сильный тропический ливень, положивший конец сражению, который Баррейро использовал для прикрытия своих войск, реорганизовав их и отступив в сторону Пайпы с батальоном пехоты Тамбо, прикрывавшим их отход, в то время как армия Боливара вернулась к реке Чикамоча. Битва была кровопролитной и завершилась нерешительной победой патриотов, однако обе стороны понесли тяжелые потери: роялисты потеряли 400-500 человек, а патриоты — 300-400. В своих сообщениях вице-королю Баррейро утверждал, что одержал великую победу над своими врагами, но ливень помешал ему эффективно уничтожить силы Боливара. Также он сообщил вице-королю, что у него заканчиваются припасы, а также запросил 3 пушки для усиления своих сил.

### Битва при Бояке
После сражения при Варгасе армия Боливара была выведена из строя из-за понесенных потерь и не двигалась до 3 августа, когда Боливар объявил о призыве добровольцев с местного населения. 3 августа, все еще стоя в лагере в Пайпе, испанцы наблюдали за войсками Боливара у реки Чикамоча, а затем ночью при свечах наблюдали, как он отступает на свои первоначальные позиции за рекой, будто отступая в сторону Венесуэлы. Испанцы успокоились, не подозревая о подвохе Боливара, который приказал совершить ночной контрмарш, снова переправившись через реку и выбрав альтернативный путь к городу Тунья через дорогу Тока. Баррейро узнал об этом только 5 августа и поспешно двинулся по Камино Реал (Королевской дороге в Санта-Фе) в сторону Тунхи. В полдень того же дня он встретился с полковником Хуаном Лоно, который предоставил ему 12 000 патронов и 3 артиллерийских орудия (2 гаубицы и 1 пушку), а также подкрепление. Теперь 3-я дивизия Баррейро насчитывала 2670 солдат. Боливар занял Тунху 5 августа, узнав, что Боливар взял город, и видя, что его линия связи со столицей перерезана, он приказал своей армии совершить ночной марш вокруг Тунхи через горы к северо-западу от города по дорогам, которые считались непроходимыми в сезон дождей, чтобы избежать обнаружения и получить преимущество. Этот марш начался в городе Комбита в час ночи 6 августа, а затем продолжился в Мотавиту под проливным дождем, где армия остановилась на ночь в 11:30. Марш через Мотавиту считался стратегически важным шагом для испанцев, так как с ее возвышенности можно было наблюдать за Туньей. Однако движение Баррейро не осталось незамеченным, и разведка патриотов сообщила Боливару об их передвижениях. Ранним утром того же дня Баррейро разделил свои силы и приказал авангарду охранять мост, в то время как основная часть армии должна была не слишком далеко далеко отставать. Силы Боливара перехватили их около 14:00 7 августа. Республиканские войска Боливара насчитывали около 2850 человек, что застало Баррейро врасплох и успешно разделило 2670 солдат роялистов, полковник Франсиско Хименес был прижат к мосту Сантандером, а Баррейро отчаянно сопротивлялся лобовой атаке генерала Ансоатеги. В то время как пехота Баррейро доблестно сражалась, его кавалерийская рота конных гренадеров покинула поле боя и бежала, а его 3 артиллерийских орудия были бесполезны, и только одна пушка была в боевой готовности и произвела 3 залпа, прежде чем ее лафет развалился. Битва продолжалась два часа, Баррейро не мог эффективно поддерживать порядок, так как его войска были разбиты объединенным натиском пехоты и кавалерии Патриотов. В результате сражения погибло 66 патриотов, 250 роялистов были убиты или ранены, а также было взято в плен около 1600 человек из оставшихся королевских войск. Сам Баррейро был взят в плен.
Вице-король Самано был застигнут врасплох, когда 8 августа ему сообщили о поражении и пленении Баррейро и его армии, поскольку во всех сообщениях, которые он поддерживал с Баррейро, говорилось только о победах над патриотами. На следующее утро 9 августа Самано вместе с другими роялистскими чиновниками быстро бежал из столицы в Картахену.

### Заключение в тюрьму и казнь
11 августа армия патриотов с триумфом вошла в Санта-Фе, а Баррейро и его пленные офицеры были заключены в тюрьму. 9 сентября, перед отъездом в Венесуэлу, Боливар отправил письмо Самано и предложил обменять пленных на офицеров-патриотов, содержавшихся в Картахене.
Шаткость ситуации, приведшей к казни Баррейро и других роялистских офицеров, заключалась в их уязвимости: несмотря на захват Санта-Фе роялистские настроения все еще были сильны в некоторых районах Новой Гранады, испанцы по-прежнему контролировали Карибское побережье с вице-королем Самано в Картахене, а также юг страны в Попаяне и Пасто. 10 августа испанский полковник Антонио Пла со своим небольшим отрядом попытался проникнуть в город, войдя в него из-за восточных гор через Монсеррат, однако он и его отряд были захвачены. Поскольку основная часть армии патриотов находилась с Боливаром в Венесуэле, где он пытался в последний раз победить Морильо, Сантандер, теперь уже вице-президент в Санта-Фе, начал беспокоиться, поскольку у него было мало войск для защиты такой большой территории. К 10 октября напряжение стало невыносимым, один из офицеров попытался бежать, переодевшись женщиной. Из Картахены пришли новости: Самано отказывается принять обмен пленными, предложенный Боливаром, и приказывает расстрелять войска Макгрегора, захваченные в Панаме и Риохаче. Внезапно, в ночь на 10-е, происходит смена караула. Все они неизвестны роялистам. Вскоре прибывают два монаха-капуцина, которые говорят пленникам: «Сыновья мои, приняты очень серьезные решения...".
11 октября 1819 года Хосе Мария Баррейро вместе с 37 другими роялистскими офицерами, состоявшими из 25 испанцев и 13 испано-американцев, были казнены расстрельной командой на главной площади Санта-Фе по приказу вице-президента Франсико де Паула Сантандера.
Баррейро был казнен первым, его последними словами, как сообщается, были «Да здравствует Испания» («Viva Espana»). Тело Баррейро, а также 37 других казненных офицеров были похоронены в братской могиле в священном месте на западной окраине города.